# 박태선 (종교인)
박태선(1917년 ~ 1990년)은 천부교(한국예수교전도관부흥협회)를 창시한 대한민국의 종교인이다. 천부교는 박태선을 하나님으로 믿는다.

## 생애
- 1917년 평안남도 덕천군 덕천읍에서 출생한 것으로 알려지고 있다.
- 16세에 일본으로 건너가 공업 고등학교 졸업 후 기계 공장을 운영하다가 광복후 귀국하여 기계 부속품 공장을 운영하였다고 전해진다.
- 1955년부터 한국예수교전도관부흥협회(전도관)을 창시하고 본격적으로 활동하였다.
- 당뇨 등 합병증으로 1990년 2월 8일 사망하였다. 묘소는 부산광역시 기장군에 있다.

## 종교 활동
- 유년기부터 주일 학교에서 기독교를 접했다.
- 서울 남대문 교회에서 집사로 신앙생활을 하다가 1948년 이성봉 목사의 부흥회에 참석하면서 '하늘에서 내려오는 불'의 역사를 체험했다고 한다.
- 1948~1949년경 정득은을 만나 영체교환이라는 의식에 참여했다고 한다.
- 6.25 한국전쟁으로 피난 생활 중 '하늘로부터 오는 생수'체험을 하고 1.4 후퇴 때는 온 몸의 피가 바뀌는 신비 체험을 했다고 주장한다.
- 창동교회에서 '장로'가 된 박태선은 1955년부터 부흥집회의 부흥사로 활동하다가 한국예수교전도관부흥협회(전도관)를 창시하였다.[3]
- 1956년 11월 11일 박태선을 감람나무로 추대하는 행사가 있었다.
- 전국적으로 전도관을 개설하고 경기도 소사에 제1신앙촌(1957~1962), 경기도 덕소에 제2신앙촌(1962~1970), 부산 기장에 제3신앙촌(1970~현재)을 건설하였다.
- 신앙촌은 전도관 신앙의 핵심지이며 신자들은 박태선을 중심으로 '영생(永生)’과 ‘천년성(千年城)’이 실현되는 곳으로 믿었다.[1]
- 1980년에 전도관을 천부교로 개명하고 자신이 창조주 하나님이며 신약 성경의 98%가 거짓말이고 예수는 사탄의 자식이라는 등 기독교를 전면 부정하는 천부교 교리를 발표하였다.

## 박태선 教理

### 감람나무
- 1957년 박태선은 자신을 '참 감람나무' 또는 '동방의 의인'이라고 선언하였다.
- 1970년대 발행한 책자 '오묘'의 창조론에서 3씨에 대해 첫번째 씨는 아담에 의해 타락하였고 두번째 씨는 예수이며 세번째 씨가 '동방의 의인'이며 '이긴자'인 박태선이라고 주장하였다.
- 1980년 박태선은 자신을 이 땅에 온 '새 하나님'으로 선언하고 교단 명칭을 천부교(한국천부교전도관부흥협회)로 바꾸었다.

### 생명물（生命水）
- 천부교는 생명물을 이슬성신이 담긴물이라고 주장한다.[4]
- 보통 물도 하나님이 축복하여 이슬성신이 담기면 생명물로 화하여 수십 년을 두어도 변하지 않는다고 주장한다.
- 교인들은 숨을 거둔 사람에게 생명물을 바르면 시커멓게 된 피부색이 뽀얗게 피어나고 굳은 몸이 노긋노긋해지고 잠자는 것처럼 편안한 모습이 된다고 주장한다.
- 박태선 생전에 교인들은 박태선이 안수한 생명수가 병 치료나 죄 사함에 효력이 있다고 믿고 매달 중순과 말에 전국에서 수백명이 물통을 들고 신앙촌에 모였다.
- 물을 통에 채워 정렬해 놓으면 박태선이 안수기도를 하였다.[5]

### 이슬성신
- 이슬성신은 천부교 교리의 중요한 부분 중 하나이다. 성신이 실제 이슬같이 내리는 것이라고 한다.[6]
- 천부교는 이슬성신을 처음 내리는 존재가 감람나무이며 박태선이라고 주장한다. 자유율법을 지키며 죄 짓지 않고 이슬성신으로 죄 사함을 받아야 구원에 이를 수 있다고 믿는다.[7]

## 같이 보기
- 천부교